# Des Königs Admiral
Des Königs Admiral (Originaltitel: Captain Horatio Hornblower) ist ein US-amerikanischer Abenteuerfilm des Regisseurs Raoul Walsh aus dem Jahr 1951 mit Gregory Peck, Virginia Mayo und Robert Beatty in den Hauptrollen. Der Film wurde von der Produktionsfirma Warner Bros. produziert. Der Film basiert auf den drei Romanen The Happy Return (1937, deutsch: Der Kapitän), A Ship of the Line (1938, deutsch: An Spaniens Küsten) und Flying Colours (1938, deutsch: Unter wehender Flagge) aus der Romanserie um den fiktiven Seehelden Horatio Hornblower von Cecil Scott Forester, der auch an Drehbuch und Film beratend mitwirkte.

## Handlung
Während der Napoleonischen Kriege wird 1807 Kapitän Horatio Hornblower, Kapitän der britischen Marine, mit der Fregatte Lydia, einem Kriegsschiff des 5. Ranges, auf eine geheime Mission in den Pazifischen Ozean geschickt. Nach sieben Monaten auf See liegt das Schiff ohne Land in Sicht in einer Flaute, die Vorräte werden knapp und Mannschaft und Offiziere unruhig. Gegenüber dem Ersten Offizier Lieutenant William Bush erklärt Hornblower, dass er Wind erwarte und das geheime Ziel am nächsten Morgen erreicht werde, was jedoch nicht ganz überzeugen kann.
Entgegen aller Skepsis kommt tatsächlich Wind auf. Am nächsten Morgen wird das Ziel gesichtet, die Festung des Fürsten Don Julian Alvarado, der sich gegen das spanische Kolonialreich wendet. Hornblower soll ihn mit Waffen und Munition versorgen, um spanische Kräfte zu binden. Zu Hornblowers Missmut entpuppt sich Alvarado als Wahnsinniger, der gern Leute quält und sich El Supremo (der Allmächtige) nennt. Als Alvarado gemeldet wird, dass sich ein spanisches Linienschiff, die Natividad, dem Hafen nähere, wird dieses in einer Nachtaktion ohne viel Blutverlust von Hornblower gekapert. Da er den Befehl hat, Alvarado zu unterstützen, muss er ihm gegen seinen Willen das Schiff überlassen, mit dem Alvarado mittelamerikanische Häfen und Städte unter spanischer Herrschaft zerstören und niederbrennen will.
Als die Lydia kurze Zeit später auf einen spanischen Lugger trifft, erfährt Hornblower, dass England und Spanien gegen Napoleon ein Bündnis geschlossen haben und Hornblower nun Alvarado aufhalten muss. Die zweideckige Natividad besitzt 60 Kanonen, die Lydia jedoch nur 38 und ist damit dem Schiff Alvarados weit unterlegen. Lady Barbara Wellesley, die Schwester des späteren Herzogs von Wellington, setzt von dem spanischen Lugger auf die Lydia über und möchte von Hornblower nach England zurückgebracht werden, da in der Umgebung das Gelbe Fieber ausgebrochen ist. Widerstrebend akzeptiert Hornblower sie an Bord. Zwischen der Lydia und der Natividad kommt es zu einem heftigen Gefecht, das Hornblower dank der besseren Manövrierfähigkeit seines Schiffes und des hohen Ausbildungsstandes seiner Mannschaft gewinnen kann. Die Lydia gibt zu Beginn des Seegefechtes zwei Breitseiten auf die Natividad ab, ohne dass diese zurückfeuern kann. Die Natividad sinkt schließlich mit der gesamten Besatzung.
Danach nimmt die Lydia Kurs auf England. Auf See werden Reparaturarbeiten am Schiff durchgeführt. Lady Barbara erkrankt an Sumpffieber, das in den ersten drei Tagen den gleichen Verlauf wie das Gelbe Fieber hat. Da der Bordarzt beim Gefecht mit der Natividad gestorben ist, pflegt Hornblower Lady Barbara drei Tage lang, nachdem er sich in medizinische Fachbücher eingelesen hat, bis das Fieber zu sinken beginnt, und klar ist, dass es sich bei der Erkrankung nicht um das Gelbe Fieber handelt. Nach überstandener Krankheit überwinden Hornblower und Lady Barbara ihre Distanz und kommen sich näher. Als Barbara, die mit Konteradmiral Sir Rodney Leighton verlobt ist, Hornblower ihre Liebe gesteht, erklärt er, dass er verheiratet ist, was sie tief verletzt. Nach weiteren Monaten auf See erreicht die Lydia England. Leighton holt Barbara ab und macht Hornblower wegen der Gefahren, derer sie ausgesetzt war, Vorwürfe. Zu Hause erfährt Hornblower, dass seine Frau im Kindbett gestorben ist und er einen Sohn hat.
Kurz darauf erhält er ein Schiff des 3. Ranges im Geschwader von Leighton. Es ist die mit 74 Kanonen bestückte zweideckige Linienschiff HMS Sutherland, ein gekapertes niederländisches Schiff französischer Bauart. Als bekannt wird, dass vier französische Linienschiffe die englische Blockade vor Brest durchbrochen haben, beschließt Leighton, die Schiffe auf dem Weg ins Mittelmeer abzufangen. Hornblower jedoch geht davon aus, dass die Schiffe französische Truppen nach Spanien bringen sollen, um dem britischen Heer in Spanien unter dem Herzog von Wellington in den Rücken zu fallen. Leighton lehnt diese Theorie ab, lässt aber Hornblower einen entsprechenden Kurs einschlagen. Allerdings befiehlt er, die Schiffe nicht anzugreifen, sondern sie ihm zu melden, sobald sie gesichtet sind.
Hornblower fängt eine französische Handelsbrigg ab, die Waren nach dem an der südlichen französischen Atlantikküste gelegenen Hafen La Teste bringen soll. Sie sind für die Linienschiffe bestimmt, die, wie Hornblower vermutet hat, Truppen nach Spanien bringen sollen. Hornblower schickt Leighton zwar eine Nachricht, begibt sich jedoch sofort nach La Teste, um die Schiffe anzugreifen, damit sie nicht entkommen können. Von der Brigg erfährt er das französische Erkennungssignal. Unter französischer Flagge segelnd und mit dem Erkennungssignal kann er die Besatzung der schützenden Festung überlisten und in die Hafeneinfahrt gelangen. Bei dem Angriff auf die Schiffe verursacht er große Schäden, vor allem an der Takelage, so dass sie nicht mehr manövrierfähig sind. Da sein Schiff ebenfalls stark beschädigt ist, versenkt er es in der Hafeneinfahrt, um eine Ausfahrt der vier beschädigten Schiffe zu unterbinden. Anschließend gerät er mit seiner Mannschaft in Gefangenschaft. Nach dem Angriff von Leightons Geschwader auf die Festung werden Hornblower und der verletzte Erste Offizier Bush zusammen mit dem zu seiner Pflege freiwillig mitgekommenen Matrosen Quist in einer Kutsche in Richtung Paris gebracht, wo sie als Piraten hingerichtet werden sollen.
Es gelingt ihnen die Flucht. Sie kommen unerkannt die Loire abwärts bis nach Nantes. Dort finden sie den englischen Kutter Witch of Endor, bestückt mit zehn Kanonen, der durch einen Sturm an die französische Küste getrieben und von den Franzosen wieder flott gemacht wurde. Sie stehlen drei holländischen Zollbeamten die Uniformen. Mit einer Gruppe englischer Kriegsgefangener, die zu schwerer Hafenarbeit gezwungenen wurden, gelingt es ihnen, die Witch of Endor zu übernehmen und nach England zu segeln. Als sie in Plymouth ankommen, wird Hornblower freudig begrüßt und erfährt vom Hafenadmiral auf dem Dreidecker Victory, dass Leighton bei La Teste gefallen ist. Bush wird die Beförderung zum Kapitän in Aussicht gestellt. Hornblower soll sich nach London begeben. Der Hafenadmiral vermutet, dass seine Ernennung zum (Konter-)Admiral (im Original die Ritterwürde knighthood) vorgesehen ist. Zuvor besucht Hornblower seinen Sohn und trifft die nun wieder ungebundene Lady Barbara an.

## Produktion
Warner Brothers produzierten den Film in den Elstree Studios bei London. So konnten sie, wie andere Hollywood-Firmen damals auch, ihre in Großbritannien eingefrorenen Vermögenswerte nutzen und, da es sich um einen britischen Stoff handelte, die Nebenrollen mit britischen Charakterdarstellern besetzen. Die Szenen der Lydia-Mission wurden von Ende Juli bis Anfang Oktober 1950 bei Villefranche-sur-Mer gedreht. In fünfmonatiger Arbeit war aus einem alten Schiffsrumpf das Segelschiff Lydia gebaut worden, das unter Wind bis 18 Knoten segeln konnte. Für den Film wurden zwei voll aufgetakelte Schiffe und drei weitere beinahe vollständige Schiffe eingesetzt. Am Bau der Schiffe wirkte überwiegend Ken Adam mit. Für die Dreharbeiten von Szenen, die auf den Schiffen spielten, wurden die Nachbauten verschiedener Schiffsdecks eingesetzt. Der Autor der Romanvorlage Cecil Scott Forester wirkte auch am Drehbuch mit, so dass seine Romane werkgetreu umgesetzt werden konnten. Zudem stand er bei den Dreharbeiten beratend zur Seite. Dadurch besitzt der Film ein hohes Maß an historischer Authentizität und Detailtreue. Für Kapitän Hornblower war zunächst Errol Flynn vorgesehen. Da sich der Schauspieler, der Produzent und der Regisseur Raoul Walsh nicht einigen konnten, fiel die Wahl auf Gregory Peck.

## Kritiken
„Die See- und Landabenteuer eines draufgängerischen englischen Seeoffiziers zur Zeit Napoleons. Nach Siegen gegen Frankreich und Spanien gewinnt er schließlich auch die geliebte Frau. Üppig aufgemachter romantischer Kolossalfilm.“

„Episoden aus dem Leben des fiktiven, aber trotzdem großen britischen Seehelden Kapitän Hornblower als farbiges Historien-Spektakel. Raoul Walsh inszenierte das romantische Geplänkel mit Segelschiff-Karambolagen und Säbelgefechten. Die ‚Hornblower‘-Romane von C. S. Forester sind feinste Abenteuer-Schmöker und dies ist ein schwungvoller Abenteuerfilm.“

„Einer der aufwändigsten und besten Monumentalfilme der Warner Studios, in England produziert, mit spektakulären Seeschlachten und von Raoul Walsh spannend inszenierten Episoden aus der Zeit der Napoleonischen Kriege. Die einzige Kinoverfilmung der elf Romane des Autors C.S. Forester (1899–1966) um die Abenteuer des Seehelden Horatio Hornblower, die das Leben an Bord britischer Schiffe zwischen 1794 und 1823 schildern. Als Vorlage dienten die ersten drei Romane (1937/38) des international populären Hornblower-Zyklus.“

„Farbiges Spektakel mit genreüblichen Segelschiff-Karambolagen, Säbelgefechten und melodramatischer Seemannsliebe zwischen Captain Hornblower (dem historischen Lord Nelson nachempfunden), der um 1807 geheime Kreuzfahrten gegen Napoleons Seeflotte fährt, und Lady Barbara, der Nichte des Herzogs von Wellington. Perfekte Unterhaltung, spannender Wellenschlag.“

## DVD und Blu-ray
Am 12. April 2007 erschien der Film auf DVD. Als Bonus wurden der Kurzfilm My Country ’Tis of Thee, der Bugs Bunny Cartoon Capitan Hareblower und der originale Kino-Trailer beigefügt.
Am 12. August 2022 erscheint der Film erstmals auf Blu-ray aber auch erneut auf DVD.

## Soundtrack
Der Soundtrack Captain Horatio Hornblower zum Film Des Königs Admiral mit der Musik von Komponist Robert Farnon erschien 1960 als Neueinspielung unter dem Dirigat von Robert Farnon mit dem London Festival Orchestra als LP beim Delysé Label Nummer DS-6057. Die bislang unveröffentlichte Originalaufnahme von 1951 dirigierte Louis Levy. 1992 erschien eine CD mit der Nummer Reference RR-47 mit dem Royal Philharmonic Orchestra als Neueinspielung unter dem Dirigat von Robert Farnon.